# Nalcik
Nalcik (în rusă На́льчик, kabardiană: Налшык/Nalșâk) este un oraș în sudul Rusiei, capitala Republicii Cabardino-Balcară. Este situat la coordonatele 43°31′ N 43°36′ E, la o altitudine de 550 m în Munții Caucaz. Orașul are o suprafață de 131 km² și avea o populație de 274.974 de locuitori în 2002.

## Istorie
Teritoriul orașului a fost locuit în istorie de balcarii și kabardienii nativi, începând din anul 1743, dar orașul modern a fost construit în secolul al XIV-lea, când Imperiul Rus a construit o fortăreață aici în 1818. Această dată, 1818, se poate găsi pe stemă orașului ca data fondării. O așezare militară a fost începută la Nalcik în 1838, dar orașul a rămas destul de neimportant până după Revoluția Rusă, câștigând statutul de oraș în 1921. A fost promovat în scurt timp la statutul de centru administrativ a Oblastului Autonom Kabardian.
Orașului este numit după Râul Nalcik care trece prin oraș. Cuvântul Nalcik înseamnă "potcoavă mică" în limbile balcare și kabardiene. În Al Doilea Război Mondial, Nalcik-ul a fost ocupat de trupe germane și române între 28 octombrie 1942 și 3 ianuarie 1943. Orașul a fost afectat semnificativ în acest conflict.

## Economie
Nalcikul este un centru important climatoterapeutic și balneologic, cu diverse sanatorii și spitale terapeutice. Este de asemenea un centru industrial de metalurgie, industrie ușoară, manufactură și construcție.
În Nalcik se găsesc următoarele instituții de invățământ superior:
- Universitatea de Stat Kabardino-Balcară
- Institutul Kabardino-Balcar de Afaceri
- Institutul de Stat Kabardino-Balcar ale Artelor
- Academia Agriculturală de Stat Kabardino-Balcară

## Atacul din octombrie 2005
Pe 13 octombrie 2005, un grup de rebeli ceceni înarmați a luat cu asalt clădiri guvernamentale rusești și secții de poliție din Nalcik. În luptele ce au urmat și-au pierdut viața cel puțin 49 de persoane, din care 25 de rebeli, 12 ofițeri de poliție și 12 civili. Unele surse indică un număr mai mare de morți, în jur de 80. Se crede că atacul a fost plănuit de liderul gherilelor cecene Șamil Basaev.